# Goéry Delacôte
Pour les articles homonymes, voir Delacôte.
 (septembre 2024).
Goéry Delacôte, né le 18 septembre 1939 à Anould (Vosges) et mort le 23 février 2025 au Kremlin-Bicêtre, est un physicien, didacticien et vulgarisateur français, membre de l'Académie des technologies.

## Un parcours atypique
Goéry est le fils de Guy Delacôte, polytechnicien devenu ingénieur général des mines et directeur général des Mines de potasse d'Alsace, et d'une mère artiste peintre.
Élève de l'École normale supérieure (promotion 1958) dans le laboratoire de Pierre Aigrain, il refuse en 1961 de se présenter à l'agrégation, pourtant statutairement obligatoire dans le cursus de l'École, pour se consacrer à l'enseignement supérieur et à la recherche. De 1962 à 1969, il travaille à l'Université d'Alger dans le cadre de la coopération tout en passant une thèse d'état en physique de la matière condensée à l'Université de Paris.
En 1979, il est chargé avec Maurice Lévy de la conception du musée scientifique de la Cité des sciences et de l'industrie de La Villette[réf. nécessaire]. Il visite les sites équivalents aux États-Unis, et se lie avec Frank Oppenheimer, directeur de l'« Exploratorium » de San Francisco[réf. nécessaire].
De 1980 à 1982, il dirige le département « Conception des expositions » de la « Mission du Musée » et imprime de fortes orientations au projet : interactivité, approche thématique plus que disciplinaire, présence des sciences humaines.
De 1982 à 1991, il est directeur scientifique chargé de l'information scientifique et technique (IST) au CNRS ; il est en particulier responsable du projet et de la création de l'Institut de l'information scientifique et technique (INIST) de Nancy.
En 1991, il accepte de succéder à Frank Oppenheimer à la direction de l'Exploratorium jusqu'en 2005. 
En 1996, il publie Savoir apprendre, livre dans lequel il donne ses idées pour une réforme de l'enseignement en France et aux USA, et propose la création en France d'un « Exploradôme ».
De 2005 à 2012, il travaille au Royaume-Uni, où il prend la direction d'un autre centre d'accès au public à la culture scientifique : le At-Bristol (en), dont la devise est « Bringing science to life! » (Amener la science à la vie !).
Membre des conseils d'administration des Alliances françaises de San Francisco (depuis 1999), et de Paris (depuis 2000), il est élu le 26 mai 2012 président de l’Alliance française Paris Île-de-France.
Goéry Delacôte meurt le 23 février 2025 à l'âge de 85 ans.

## Œuvres
- Savoir Apprendre, Ed. Odile Jacob, 1996  (ISBN 978-2-7381-0360-4)
- Putting Science in the Hands of the Public, juin 1998
- Apoptosis: the way for science centres to thrive, 2003
- (avec Christelle Morelle), Pour une économie du bien commun, Belin, 2012  (ISBN 978-2-7465-0598-8)
- Enseigner et apprendre les sciences (contribution), 2005

## Décorations
- Officier de la Légion d'honneur
- Chevalier de l'ordre national du Mérite